# Flavor Festival
Het Flavor Festival was een Nederlands, christelijk en meerdaags openluchtfestival. Het werd gehouden op 15 - 18 augustus 2013 op Landgoed Velder te Liempde. De nadruk lag op muziek en lezingen, maar er waren ook theatervoorstellingen, workshops, sportactiviteiten en filmvoorstellingen. Het was bedoeld als een doorstart, voornamelijk door vrijwilligers, van het Flevo Festival, dat in 2012 gestopt was. De opzet was kleinschaliger: waar het Flevo Festival in haar hoogtijdagen op ruim 10.000 bezoekers kon rekenen, trok het Flavor Festival in 2013 circa 2.400 bezoekers.
Het Flavor Festival was voorzien als een jaarlijks terugkerend evenement. Echter de editie 2014, die ook weer eind augustus zou worden gehouden, ging niet door, zo bleek in mei dat jaar. De financiële risico's door tegenvallende sponsoring werden te hoog ingeschat. De bestaande organisatie liet weten geen initiatieven voor een volgende editie op touw te zetten. In 2015 werd de eerste editie van het Graceland Festival gehouden, een evenement met een gelijkaardige opzet.

## Hoofdpodiumoptredens
| editie | donderdag                                                    | vrijdag                                                                                 | zaterdag                                                               | zondag        |
| ------ | ------------------------------------------------------------ | --------------------------------------------------------------------------------------- | ---------------------------------------------------------------------- | ------------- |
| 2013   | Stefan Hulsbergen Rob van Rossum & Maxem Jesus Loves Electro | Lieve Bertha Rob van Rossum Jonas David Humming People The Gentlemen The Violet Burning | Rachel Louise Draw the Parade Rogier Pelgrim The Black Atlantic HB LZ7 | Flavor Fusion |